# 大膳亮弘玄院
大膳亮 弘玄院（だいぜんのすけ こうげんいん、生没年未詳）は、江戸時代末期の幕府医官。名は道恕、号は蘆堂、通称は章庵。天璋院の主治医。

## 人物
代々幕府に仕えた医家・大膳亮氏に生まれる。家学である本道（内科）と婦人科を修め、天保12年（1841年）、部屋住より召し出され御番医師となり医学館助教を勤めた。嘉永5年（1852年）閏2月、西の丸奥医師となり、法眼に叙せられる。万延元年（1860年）閏3月、幕命で井伊直弼を見舞う（公式には死亡ではなく負傷とされていたため）。
その後、天璋院の主治医となり、文久2年（1862年）法印に昇進し、弘玄院と号す。将軍徳川家茂が大坂城で病んだので、慶応2年（1866年）7月16日、多紀養春院（多紀安琢）、遠田澄庵、高島祐庵、浅田宗伯らとともに大坂へ急派された。明治以降は秋島蘆堂と称し民間に隠れた。
日本史上最後の将軍侍医長のひとりであり、侍医長たちの伝記である『歴世尚薬略伝』を遺した。弟の好庵を養子とした。
子孫の者です。東京都練馬区に墓地があります。